# شزن
الشَزَن أو التصلب الالتهابي

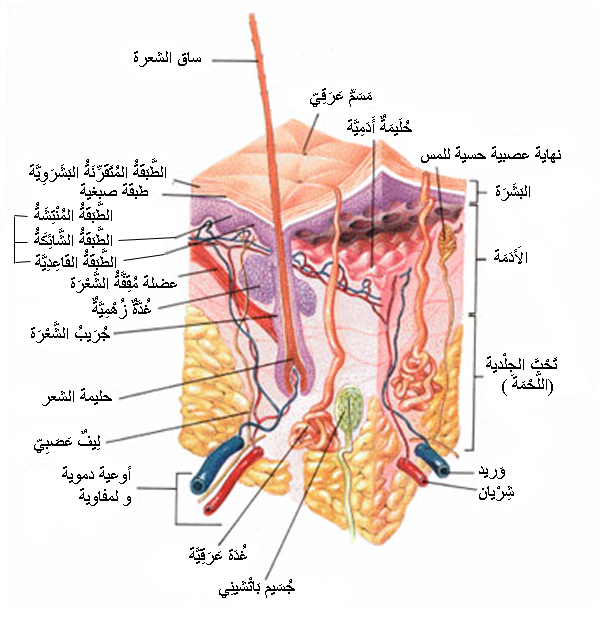
الشزن ورم حميد من نهايات الغدد العرقية.

( بالإنجليزية: Poroma ) عبارة عن ورم جلدي حميد ينشأ من الغدد العرقية.على الرغم من أن الاسم الأصلي أُطلِق في الأساس على الأورام التي تنشأ من ظهارة قنوات الغدد العرقية الناتحة، إلا أنه يستخدم كإشارة عامة للأورام المشتقة من الأجزاء القنوية لكل من الغدد العرقية الناتحة والمفترزة.

## الأنواع الفرعية
الأنواع الفرعية تُحَدد في المقام الأول بناءً على المكان:
- شزن ناتح
- شزن داخل الظهارة (ورم شائكي عرقي بسيط)
- ورم أدمة الجلد dermal duct tumor
- ورم شائكي عرقي
- ورم غدي ليفي شائكي
- ورم غدي عرقي شبيه بالحصاة

## الشزن الناتح
يشير على وجه الخصوص إلى ورم ناشئ من أكثر الأجزاء قمية من الغدد العرقية الناتحة (acrosyringium).
يوجد أكثر شيوعاً على نهايات الجسم (الراحتين والإخمصين) وأيضاً في البالغين. يوصف على النحو التالي: آفات نابتة، أقل من 1-2 سم، ذات لون أحمر-زهري لامع والتي من الممكن أن تصبغ وتشبه سريرياً الورم الحبيبي المقيح. على النحو المجهري، يكون الورم موجب الPAS ويكون محاط بوضوح بخلايا كيراتينية. يمكن إزالة هذا النوع من الأورام جراحياً بدون أي مضاعفات أو تجدد حدوثه. في حين أن سرطانة هذا الورم "porocarcinomas" تميل إلى معاودة الحدوث والانتشار إلى العقد الليمفاوية المحلية.

## صور إضافية

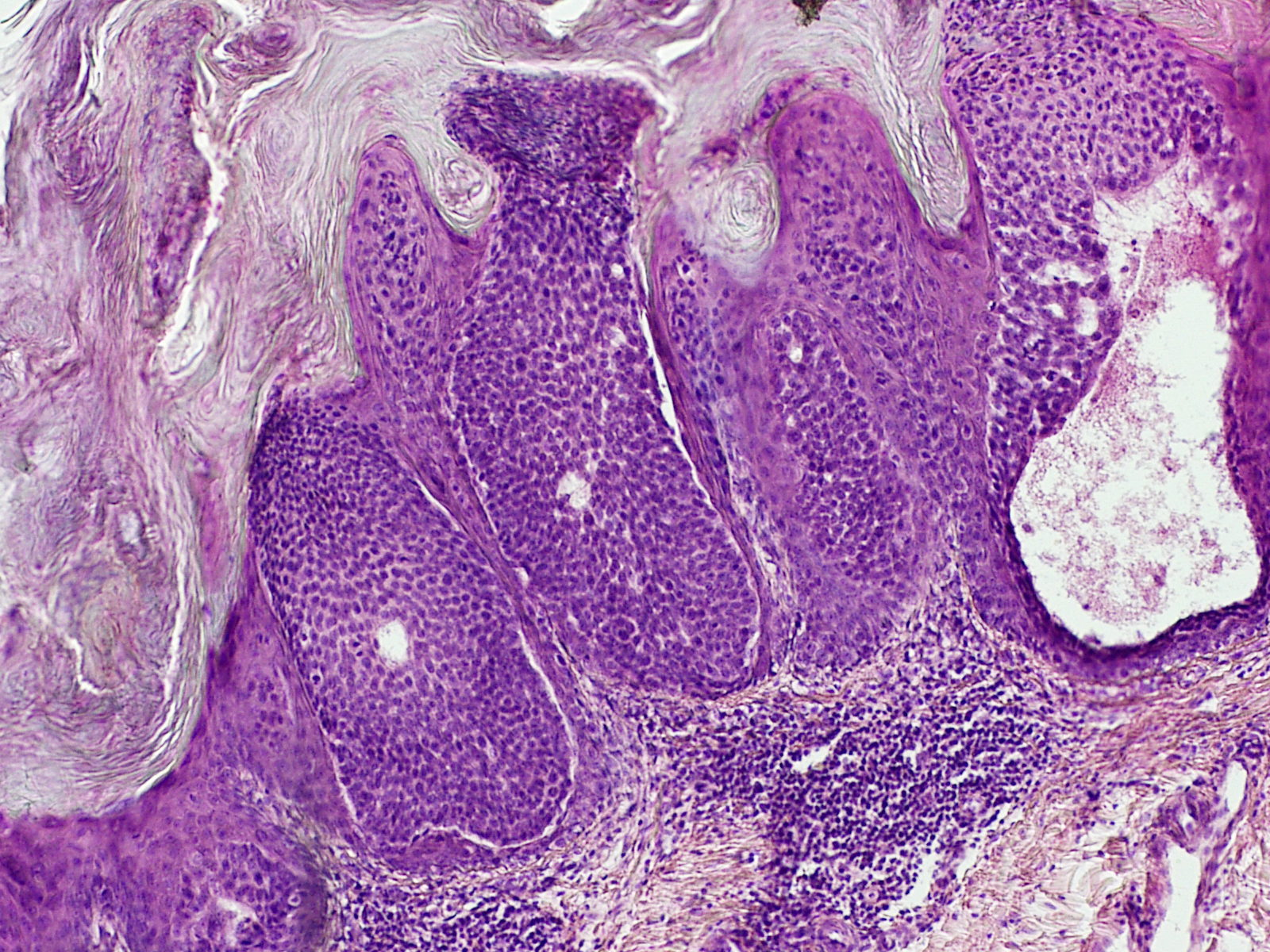
(Hidroacanthoma simplex)
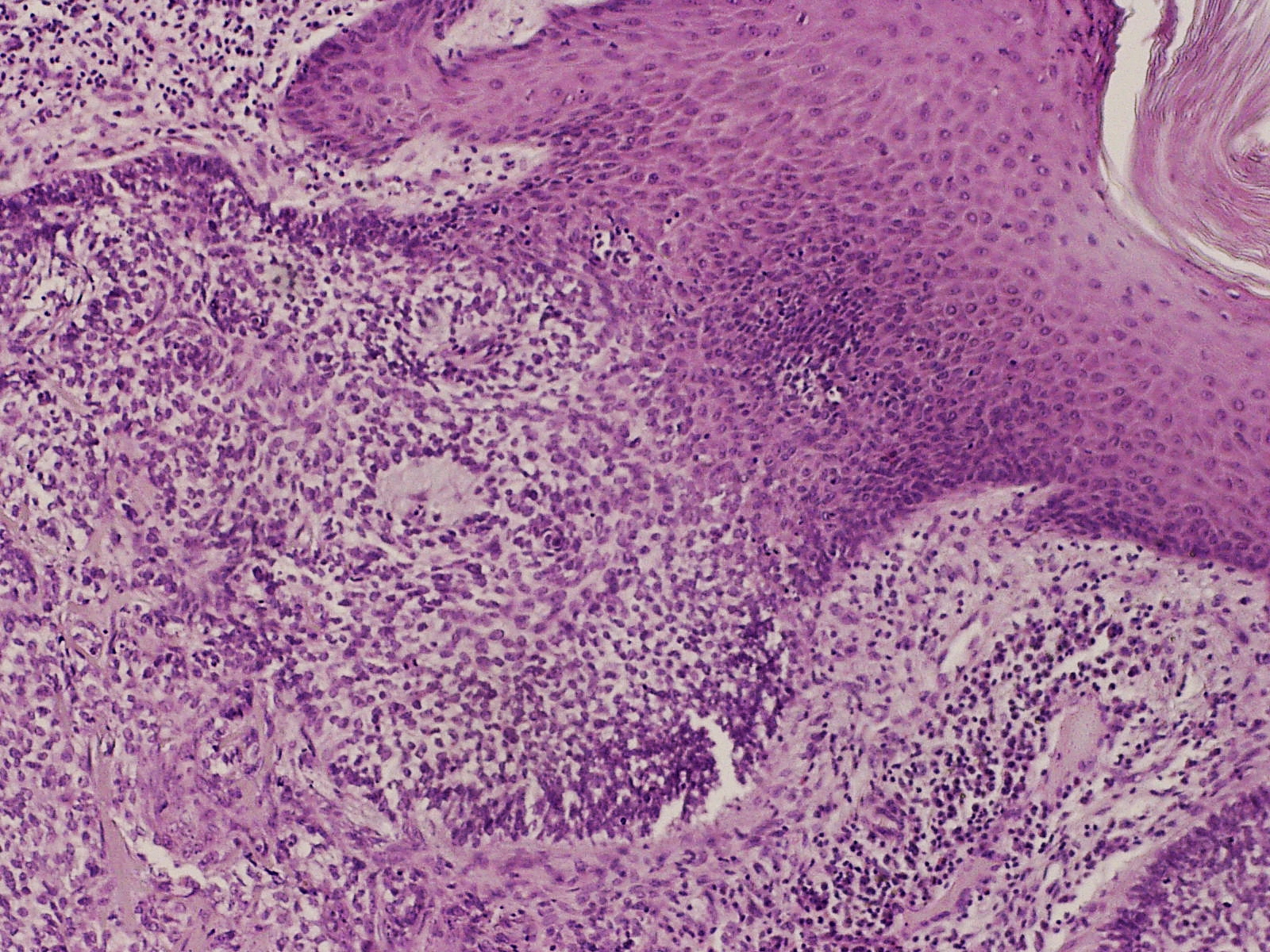
Eccrine clear cell poroma